# Agency (Iowa)
Pour les articles homonymes, voir Agency.
La ville américaine d’Agency est située dans le comté de Wapello, dans l’État d’Iowa. Lors du recensement de 2010, elle comptait 638 habitants.

## Source
- (en) Cet article est partiellement ou en totalité issu de l’article de Wikipédia en anglais intitulé « Agency, Iowa » (voir la liste des auteurs).